# Trugbaumläufer
Die Trugbaumläufer (Rhabdornis), auch Philippinen-Baumläufer genannt, bilden eine Gattung in der gleichnamigen Unterfamilie der Trugbaumläufer (Rhabdornithinae) innerhalb der Familie der Stare aus der Ordnung der Sperlingsvögel (Passeriformes). In dieser 1967 von James Cowan Greenway beschriebenen Unterfamilie gibt es drei Arten, die ausschließlich auf den Philippinen vorkommen.
Männchen und Weibchen unterscheiden sich in der Gefiederfarbe. Sie zeichnen sich durch kräftige Beine aus, mit denen sie an den Baumstämmen entlanglaufen können. Mit ihrem langen, leicht nach vorne gebogenen Schnabel suchen sie in Rindenspalten nach Insekten. An Blüten wird mit der pinselförmigen Zunge der Nektar aufgenommen oder sie fressen Früchte.

## Arten
- Streifenkopf-Trugbaumläufer (Rhabdornis mystacalis)
  - Rhabdornis mystacalis minor
  - Rhabdornis mystacalis mysticalis
- Braunkopf-Trugbaumläufer (Rhabdornis inornatus)
  - Rhabdornis inornatus alaris
  - Rhabdornis inornatus inornatus
  - Rhabdornis inornatus leytensis
  - Rhabdornis inornatus rabori
- Langschnabel-Trugbaumläufer (Rhabdornis grandis)